# M1917 (銃剣)
M1917銃剣（M1917 Bayonet）は、M1917エンフィールド向けにアメリカで開発された銃剣である。M1917エンフィールドのほか、ウィンチェスターM1897やウィンチェスターM1912などの戦闘用散弾銃にも着剣することができる。刃渡りは16インチ（40.6cm）。着剣装置の構造上、M1903小銃やM1ガーランドには着剣できない。

## 歴史
M1917銃剣は、第一次世界大戦の西部戦線において、アメリカ兵やカナダ兵、イギリス兵らによって初めて使用された短剣型銃剣であり、刃渡り17インチの英国製P1907銃剣を原型としている。戦間期にはいわゆるバナナ戦争でも使用され、第二次世界大戦ではイギリスのホーム・ガードなどに対して第一次大戦時の余剰装備と共に給与された。第一次大戦後、アメリカではM1917小銃の使用を中止して標準歩兵銃にM1903小銃を選んだため、銃剣もM1903小銃用のM1905銃剣が採用された。それでもM1917銃剣はM1917小銃と共に余剰装備として大量に保管されていたため、一部の後方部隊では第二次大戦を通じて使用され続けた。さらに、ウィンチェスターM12散弾銃などいくつかの散弾銃は、この余剰装備を有効利用するべくM1917銃剣を着剣できるように設計された。先述のとおり英国のホーム・ガードでも採用されていたが、彼らはほとんど陸戦を経験しなかったため、M1917銃剣も戦闘に使用されることはなかった。1941年12月-1942年初頭にかけて、フィリピン・太平洋戦線に展開するアメリカ軍部隊は依然として第一次大戦と同様の装備を行っていた。M1917銃剣もこの中に含まれていたが、小銃が更新されるとM1905銃剣やM1銃剣に置き換えられていった。